# Breznik
Breznik (bulharsky Брезник) je město ležící v západním Bulharsku, v kotlině na jihozápadních svazích pohoří Viskjar. Je správním střediskem stejnojmenné obštiny a žije zde okolo 4 tisíc obyvatel.

## Historie
Místo je osídleno po mnoho tisíciletí. Na kopci Brezniško Bǎrdo na jižním kraji města se nachází megalitická svatyně. Dodnes se zachovaly sluneční kamenné kruhy vytesané do skály. Z dalších dob se dochovaly pozůstatky z doby Thráků a z římské říše. Breznik je jedním z pěti měst, které založil car Petr I., jak se uvádí v Příběhu Enocha Izaiáše: „car Petr 927-967 … Pak dal jiného krále, jménem Selevkia, a jeho přezdívka byla Simeklit. A ten vyšel z hor zvaných Vitoša a vydal se na pole zvané Románie. A založil pět měst na bulharské půdě Plovdiv, Srem, Breznik, Sredec a Niš. Vládl král Seleva 37 let a ukončil svůj život pod městem Breznik …” V okolí se nacházejí zříceniny hradů, kostelů a klášterů, které vznikly během druhé Bulharské říše.
Po podrobení Osmanskou říší je město zmiňováno jako důl Breznik, kam od počátku 15. století začali přijíždět horníci, aby těžili vzácné rudy. Nejdříve byla vytěžena stříbrná a s ní spojená zlatá ruda a dnes se odhadují nevytěžené zásoby zlata na více než 14 tun.. Podle zpráv se tehdy Breznik jako město začal rozrůstat. V 17. a 18. století byl Breznik centrem předních umělců a stavitelů a místním se sem podařilo přilákat i umělce odjinud. Velmi dobře se vyvíjela i osvětová činnost. Od roku 1869 zde funguje třídní škola. Následně  byla otevřena i knihovna. 
Po rusko-turecké válce se obec stala součástí Bulharského knížectví. Zatímco před osvobozením zde bylo asi 200 bulharských a 30 až 40 tureckých domů, po něm bylo turecké obyvatelstvo vyhnáno, a to i z okolí. Během srbsko-bulharské války utrpěli Bulhaři při obraně města porážku, jejíž výsledek však neovlivnil jejich následné vítězství v bitvě u Slivnice.

## Obyvatelstvo
Ve městě žije 3 982 obyvatel a je zde trvale hlášeno 4 014 obyvatel. Podle sčítání 1. února 2011 bylo národnostní složení následující:
- Bulhaři: 3 741 (95.5 %)
- Romové: 169 (4.3 %)
- ostatní: 8 (0.2 %)